# Arthur Twining Hadley
Arthur Twining Hadley (New Haven, Connecticut, 1856 — em viagem de navio para o Japão, 1930) foi um economista estadunidensse. Foi um conceituado professor de Economia Política e presidente da Universidade de Yale de 1899 a 1921. Foi também editor-chefe da Encyclopædia Britannica de 1902 a 1903.

## Obras
- Railroad Transportation, 1885[6]
- Economics: An Account of the Relations between Private Property and Public Welfare, 1896[7]
- Undercurrents in American Politics, 1915[8]
- The Conflict between Liberty and Equality, 1925[9]